# فرودگاه بین‌المللی گنجه
فرودگاه بین‌المللی گنجه (به انگلیسی: Ganja International Airport) (به زبان بومی: Gəncə Beynəlxalq Hava Limanı) یک فرودگاه همگانی و نظامی با کد یاتا KVD است که یک باند فرود بتن دارد و طول باند آن ۲۵۰۰ متر است. این فرودگاه در کشور جمهوری آذربایجان قرار دارد و در ارتفاع ۳۳۰ متری از سطح دریا واقع شده‌است.

## شرکت‌های هواپیمایی و مقصدهای پروازی
| شرکت‌های هواپیمایی  | مقصدهای پروازی                                                     |
| ------------------ | ------------------------------------------------------------------ |
| آذربایجان ایرلاینز | حیدر علی‌اف، ونوکووا، نخجوان، پالکوو، فصلی: آنتالیا, مینرالنیه وودی |
| Buta Airways       | ونوکووا (آغاز از ۲۹ اکتبر ۲۰۱۷)                                    |
| ترکیش ایرلاینز     | آتاترک                                                             |
| اورال ایرلاینز     | دوموده‌دوو                                                          |
| یوتی‌ایر اوییشن     | ونوکووا                                                            |